# Список лібертаріанських партій
В багатьох країнах існують лібертаріанські політичні партії. Хо ці партії можуть називати себе лібертаріанцями, вони дотримуються класичного лібералізму, і їх ідеології значно відрізняються, і не всі вони  підртимують всі елементи лібертаріанства. Більшість з них є правими лібертаріанцями або схиляються класичного та економічного лібералізму.

## Список активних партій за країнами
| Партія                                                     | Рік заснування | Країна            | Ідеологія | Членство |
| ---------------------------------------------------------- | -------------- | ----------------- | --- | --- |
| Partido Libertario                                         | 2019           | Аргентина         | Лібертаріанський консерватизм, Мінархізм                                                                      | |
| Movimiento Libertario                                      |                | Аргентина         | Палеолібертаріанство                                                                                          | |
| Frente Despertar                                           | 2018           | Аргентина         | Лібертаріанство, Класичний лібералізм, Економічний лібералізм                                                 | |
| Лібертаріанська партія "Голос"                             | 2021           | Вірменія          | Лібертаріанський консерватизм                                                                                 | |
| Ліберально-демократична партія                             | 2001           | Австралія         | Класичний лібералізм                                                                                          | Міжнародний альянс лібертаріанських партій                                                                       |
| Партія Розуму                                              | 2017           | Австралія         | Громадянське лібертаріанство                                                                                  | |
| Лібертаріанська партія (Бельгія)                           | 2012           | Бельгія           | Класичний лібералізм, Мінархізм                                                                               | Міжнародний альянс лібертаріанських партій (Член-засновник)                                                      |
| Libertair, Direct, Democratisch                            | 2007           | Бельгія           | Лібертаріанський консерватизм, Євроскептицизм                                                                 | Альянс консерваторів та реформістів у Європі, Європейські консерватори та реформісти                             |
| Лібертаріанська партія (Бразилія)                          | 2009           | Бразилія          | Анархо-капіталізм                                                                                             | |
| Нова партія                                                | 2011           | Бразилія          | Класичний лібералізм, Праве лібертаріанство                                                                   | |
| Партія соціалізму та свободи                               | 2004           | Бразилія          | Лібертаріанський соціалізм, Демократичний соціалізм                                                           | |
| Ліга за демократію                                         | 2006           | Камбоджа          | Громадянське лібертаріанство, Соціальний лібералізм, Популізм Прогресивізм                                    | |
| Лібертаріанська партія Британської Колумбії                | 1986           | Канада            | Лібертаріанський консерватизм                                                                                 | |
| Лібертаріанська партія (Канада)                            | 1973           | Канада            | Лібертаріанство, Класичний лібералізм                                                                         | Міжнародний альянс лібертаріанських партій                                                                       |
| Народна партія Канади                                      | 2018           | Канада            | Лібертаріанський консерватизм                                                                                 | |
| Лібертаріанська партія Онтаріо                             | 1975           | Канада            | Лібертаріанський консерватизм                                                                                 | |
| Партія свободи Онтаріо                                     | 1984           | Канада            | Laissez-faire, Об'єктивізм Секуляризм                                                                         | |
| Партія жебраків Онтаріо                                    | 2011           | Канада            | Лібертаріанство                                                                                               | |
| Партія Атлантика                                           | 2016           | Канада            | Лібертаріанський консерватизм                                                                                 | Міжнародна партія Свободи                                                                                        |
| Manitoba First                                             | 2016           | Канада            | Праве лібертаріанство                                                                                         | |
| Консервативна партія Квебеку                               | 2009           | Канада            | Фіскальний консерватизм, Соціальний лібералізм, Квебекський націоналізм, Квебекський федералізм, Консерватизм | |
| Партія Буффало Саскачевану                                 | 2020           | Канада            | Праве лібертаріанство, Правий популізм                                                                        | |
| Гуманістична партія                                        | 1984           | Чилі              | Лібертаріанський соціалізм                                                                                    | |
| Лібертаріанські ліві                                       | 1999           | Чилі              | Ліве лібертаріанство, Лібертаріанський соціалізм                                                              | |
| Partido Libertario                                         |                | Чилі              | Класичний лібералізм                                                                                          | |
| Libertario                                                 |                | Колумбія          | Мінархізм | Міжнародний альянс лібертаріанських партій                                                                       |
| Partido Movimiento Libertario                              | 1994           | Коста-Рика        | Лібертаріанський консерватизм                                                                                 | |
| Ліберальні демократи                                       |                | Кіпр              | Класичний лібералізм                                                                                          | |
| Вільні                                                     | 2009           | Чехія             | Класичний лібералізм, Євроскептицизм                                                                          | Міжнародний альянс лібертаріанських партій                                                                       |
| urza.cz                                                    | 2021           | Чехія             | Анархо-капіталізм, Праве лібертаріанство                                                                      | |
| Лібертаріанська партія (Данія)                             |                | Данія             | Класичний лібералізм                                                                                          | |
| Ліберальний Альянс                                         | 2007           | Данія             | Класичний лібералізм                                                                                          | |
| Європейська партія за індивідуальну свободу                | 2013           | Європейський Союз | Класичний лібералізм                                                                                          | |
| Parti libéral Mouvement des libertariens Parti libertarien | 2013           | Франція           | Класичний лібералізм, Мінархізм                                                                               | Міжнародний альянс лібертаріанських партій (Член-засновник)                                                      |
| Піратська партія (Франція)                                 | 2006           | Франція           | Громадянське лібертаріанство, Піратська партія, Електронна демократія                                         | Інтернаціонал піратських партій                                                                                  |
| Гірчі                                                      | 2015           | Грузія            | Класичний лібералізм, Пан'європеїзм                                                                           | |
| Партія Розуму                                              | 2009           | Німеччина         | Класичний лібералізм                                                                                          | Міжнародний альянс лібертаріанських партій (Член-засновник)                                                      |
| Ліберальний Альянс                                         | 2007           | Греція            | Класичний лібералізм                                                                                          | Міжнародний альянс лібертаріанських партій (Член-засновник) Європейська партія за особисту свободу               |
| Le az adók 75%-ával Párt (Партія зниження 75% податків)    | 2019           | Угорщина          | Класичний лібералізм                                                                                          | |
| Гуманістична партія                                        | 1984           | Ісландія          | Лібертаріанський соціалізм                                                                                    | |
| Лібертаріанське товариство Ісландії                        | 2002           | Ісландія          | Класичний лібералізм                                                                                          | |
| Ліберально-демократична партія                             | 2020           | Ісландія          | Класичний лібералізм, Лібертаріанство, Євроскептицизм                                                         | |
| Swarna Bharat                                              |                | Індія             | Класичний лібералізм                                                                                          | |
| Зехут                                                      | 2015           | Ізраїль           | Класичний лібералізм, Мінархізм, Сіонізм                                                                      | |
| Атеїстична демократія                                      | 2009           | Італія            | Лібертаріанський соціалізм                                                                                    | |
| Італійські радикали                                        | 2001           | Італія            | Класичний лібералізм, Лібертаріанство                                                                         | Ліберальний інтернаціонал                                                                                        |
| Лібертаріанський рух                                       | 2005           | Італія            | Анархо-капіталізм                                                                                             | |
| Вперед, ухивльки податків                                  |                | Італія            | Анархо-капіталізм                                                                                             | Міжнародний альянс лібертаріанських партій                                                                       |
| Північно-Східний проект                                    | 2004           | Італія            | Лібертаріанство, Венеціанський націоналізм, Регіоналізм, Федералізм, Автономізм                               | |
| LIDER                                                      | 2011           | Кот-д'Івуар       | Класичний лібералізм, Гуманізм                                                                                | Міжнародний альянс лібертаріанських партій                                                                       |
| Демократичний вибір Казахстану                             | 2007           | Казахстан         | Громадянське лібертаріанство, Лібералізм, Ліберальна демократія                                               | |
| Libertarische Partij                                       | 1993           | Нідерланди        | Класичний лібералізм                                                                                          | Міжнародний альянс лібертаріанських партій, Європейська партія за особисту свободу                               |
| Лібертаріанці                                              | 2014           | Норвегія          | Класичний лібералізм                                                                                          | Міжнародний альянс лібертаріанських партій                                                                       |
| Партія прогресу                                            | 1973           | Норвегія          | Консервативний лібералізм, Праве лібертаріанство, Національний консерватизм                                   | |
| ACT New Zealand                                            | 1994           | Нова Зеландія     | Класичний лібералізм, Лібертаріанство                                                                         | |
| Конгрес нових правих                                       | 2011           | Польща            | Праве лібертаріанство, Євроскептицизм                                                                         | |
| KORWiN                                                     | 2015           | Польща            | Консервативний лібералізм, Євроскептицизм                                                                     | Конфедерація свободи і незалежності (Член-засновник) Міжнародний альянс лібертаріанських партій (Член-засновник) |
| Лібертаріанія                                              | 2020           | Польща            | Праве лібертаріанство, Мінархізм, Класичний лібералізм                                                        | |
| Iniciativa Liberal                                         | 2017           | Португалія        | Праве лібертаріанство, Пан'європеїзм, Класичний лібералізм                                                    | Альянс лібералів і демократів за Європу                                                                          |
| Лібертаріанська партія (Росія)                             | 2008           | Росія             | Мінархізм, Анархо-капіталізм                                                                                  | Міжнародний альянс лібертаріанських партій (Член-засновник)                                                      |
| Лібертаріанська партія (Шотландія)                         | 2012           | Шотландія         | Консервативний лібералізм, Євроскептицизм, Шотландська незалежність                                           | Міжнародний альянс лібертаріанських партій                                                                       |
| Лібертаріанська партія (ПАР)                               | 2013           | ПАР               | Класичний лібералізм                                                                                          | Міжнародний альянс лібертаріанських партій (Член-засновник)                                                      |
| Свобода і солідарність                                     | 2009           | Словаччина        | Класичний лібералізм, Громадянське лібертаріанство                                                            | |
| Капіталістична партія                                      | 2019           | ПАР               | Класичний лібералізм                                                                                          | |
| Лібертаріанська партія (Південна Корея)                    |                | Південна Корея    | Анархо-капіталізм                                                                                             | |
| Зоря Свободи                                               | 2018           | Південна Корея    | Праве лібертаріанство, Національний консерватизм, Класичний лібералізм                                        | |
| Partido Libertario                                         | 2009           | Іспанія           | Анархо-капіталізм                                                                                             | Міжнародний альянс лібертаріанських партій, Європейська партія за особисту свободу                               |
| Ліберальна партія                                          | 2004           | Швеція            | Класичний лібералізм                                                                                          | Міжнародний альянс лібертаріанських партій                                                                       |
| Лібертаріанська партія Женеви                              |                | Швейцарія         | Класичний лібералізм                                                                                          | |
| Лібертаріанська партія (Швейцарія)                         | 2014           | Швейцарія         | Класичний лібералізм                                                                                          | Міжнародний альянс лібертаріанських партій                                                                       |
| I Liberisti Ticinesi                                       |                | Швейцарія         | Класичний лібералізм                                                                                          | |
| Піратська партія (Туреччина)                               | 2021           | Туреччина         | Універсальна партія, Піратська партія, Лібертаріанство                                                        | |
| 5.10                                                       | 2014           | Україна           | Класичний лібералізм                                                                                          | |
| Воля                                                       | 2010           | Україна           | Класичний лібералізм                                                                                          | |
| Лібертаріанська партія (Велика Британія)                   | 2007           | Велика Британія   | Класичний лібералізм, Євроскептицизм, Лібертаріанський консерватизм, Мінархізм                                | |
| Партія незалежності Аляски                                 | 1984           | США               | Лібертаріанський консерватизмАляскський націоналізм                                                           | |
| Незалежна партія Делавер                                   | 2000           | США               | Laissez-faire, Фіскальний консерватизм                                                                        | |
| Лібертаріанська партія (США)                               | 1971           | США               | Класичний лібералізм, Лібертаріанство                                                                         | Міжнародний альянс лібертаріанських партій                                                                       |
| Партія марихуани США                                       | 2002           | США               | Громадянське лібертаріанство, Легалізація канабісу                                                            | |
| Піратська партія (США)                                     | 2006           | США               | Громадянське лібертаріанство, Піратська партія, Пряма демократія                                              | Інтернаціонал піратських партій                                                                                  |
| Трансгуманістична партія США                               | 2014           | США               | Лібертаріанський трансгуманізм                                                                                | |
| Партія природного права                                    | 1992           | США               | Громадянське лібертаріанство, Екологізм                                                                       | |
| Лібертаріанська партія (Уругвай)                           |                | Уругвай           | Класичний лібералізм                                                                                          | |
| Лібертаріанський рух Венесуели                             |                | Венесуела         | Анархо-капіталізм, Мінархізм                                                                                  | |

## Неіснуючі партії за країнами
| Партія                            | Роки активносі | Країна          | Ідеологія                                        | Членство                  |
| --------------------------------- | -------------- | --------------- | ------------------------------------------------ | ------------------------- |
| Ліберальна Лібертаріанська партія | 2009-2014      | Аргентина       | Класичний лібералізм                             |                           |
| Партія WikiLeaks                  | 2013-2015      | Австралія       | Лібертаріанство, Антиавторитаризм                | Міжнародна партія свободи |
| Партія свободи Манітоби           | 1980-2000      | Канада          | Об'єктивізм                                      |                           |
| Ліберальна альтератива            | 2006-2011      | Франція         | Класичний лібералізм                             |                           |
| Ліберально-демократична партія    | 2008-2019      | Франція         | Класичний лібералізм                             |                           |
| Право-зелена партія               | 2010-2016      | Ісландія        | Лібертаріанство, Євроскептицизм, Екологічність   |                           |
| Сватантра                         | 1959-1974      | Індія           | Класичний лібералізм                             |                           |
| Ліберальні реформатори            | 2005-2009      | Італія          | Класичний лібералізм                             |                           |
| Список Паннелла                   | 1989-1996      | Італія          | Радикалізм                                       |                           |
| Лібертаріанц                      | 1995-2014      | Нова Зеландія   | Об'єктивізм                                      |                           |
| Ліберальна народна партія         | 1992-2017      | Норвегія        | Класичний лібералізм, Laissez-faire, Об'єктивізм |                           |
| Лібертаріанська партія (Польща)   | 2015-2020      | Польща          | Анархо-капіталізм, Мінархізм                     |                           |
| Союз реальної політики            | 1990-2011      | Польща          | Класичний лібералізм, Євроскептицизм             |                           |
| Російський лібертаріанський рух   | 2003-2006      | Росія           | Класичний лібералізм                             |                           |
| Піратська партія Великої Британії | 2009-2020      | Велика Британія | Громадянське лібертаріанство, Піратська партія   |                           |
| Партія особистого вибору          | 2004-2006      | США             | Класичний лібералізм                             |                           |
| Рух чаювання                      | 2006-2012      | США             | Класичний лібералізм                             |                           |

## Див також
- Лібертаріанство
- Рух Чаювання
- Лібертаріанська партія «5.10»